# Deutscher Meister (Inline-Skaterhockey)
Die Deutschen Meisterschaften im Inline-Skaterhockey, zuerst als Deutsche Meisterschaften im Skaterhockey eingeführt, werden seit 1986 ausgespielt, als die Sportart (Inline-)Skaterhockey in den Deutschen Rollsport-Bund, den heutigen Deutschen Rollsport und Inline-Verband aufgenommen wurde. Nachdem Mitte der 1990er Jahre die Inliner die bisherigen Rollschuhe in dem Sport verdrängten, wurden Verband, Fachsparte und Titel um das zusätzliche Inline- ergänzt.
Bereits von 1983 bis 1985 wurden Meister ermittelt, die aufgrund der Zugehörigkeit zum Rollsport-Verband Nordrhein-Westfalen aber nur als „Westdeutsche Meister“ galten. Die Deutschen Meisterschaften werden durch die Sportkommission Inline-Skaterhockey Deutschland (ISHD) im DRIV veranstaltet, die von 1987 bis 1997 den Namen 'Fachsparte Skaterhockey' trug. Der erste Deutsche Meister wurde im Jahr 1986 in der Altersklasse der Herren ermittelt. Erster Meister wurde der SCC Deutzer Haie. In den Verbandstabellen, die im Rollsport-Magazin des DRB veröffentlicht wurden, wurden die SCC Deutzer Haie in der Saison 1986 noch als RSC Rheinland Köln/Team Deutz geführt. Der Skaterhockey-Club Cologne (SCC) machte sich im Jahr 1986 selbstständig, die Ausgliederung vermerkte der Verband aber erst zum 1. Januar 1987. Dennoch führt die ISHD den ersten Deutschen Meister als SCC Deutzer Haie. Die Saison 2020 wurde nach langer Unterbrechung aufgrund der COVID-19-Pandemie abgebrochen und letztlich nur ein Kurz- beziehungsweise Ersatzspielbetrieb angeboten. Deutsche Meister wurden nicht ermittelt.

## Herren
| Jahr | Deutscher Meister     | Vizemeister            |
| ---- | --------------------- | ---------------------- |
| 1986 | SCC Deutzer Haie      | Bullskater Düsseldorf  |
| 1987 | Bullskater Düsseldorf | SCC Deutzer Haie       |
| 1988 | Düsseldorf Rams       | HC Köln-West           |
| 1989 | Düsseldorf Rams       | Bullskater Düsseldorf  |
| 1990 | Düsseldorf Rams       | Bullskater Düsseldorf  |
| 1991 | Düsseldorf Rams       | Bullskater Düsseldorf  |
| 1992 | Düsseldorf Rams       | Crash Eagles Kaarst    |
| 1993 | Bullskater Düsseldorf | Düsseldorf Rams        |
| 1994 | Düsseldorf Rams       | Bullskater Düsseldorf  |
| 1995 | Düsseldorf Rams       | Bullskater Düsseldorf  |
| 1996 | Düsseldorf Rams       | Crash Eagles Kaarst    |
| 1997 | Crash Eagles Kaarst   | Düsseldorf Rams        |
| 1998 | Crash Eagles Kaarst   | Duisburg Ducks         |
| 1999 | Duisburg Ducks        | Düsseldorf Rams        |
| 2000 | Duisburg Ducks        | Menden Mambas          |
| 2001 | Duisburg Ducks        | Düsseldorf Rams        |
| 2002 | Duisburg Ducks        | Menden Mambas          |
| 2003 | Duisburg Ducks        | Samurai Iserlohn       |
| 2004 | Duisburg Ducks        | HC Köln-West           |
| 2005 | Duisburg Ducks        | HC Köln-West           |
| 2006 | HC Köln-West          | Bissendorfer Panther   |
| 2007 | HC Köln-West          | Duisburg Ducks         |
| 2008 | Duisburg Ducks        | Highlander Lüdenscheid |
| 2009 | HC Köln-West          | Duisburg Ducks         |
| 2010 | HC Köln-West          | Turnverein Augsburg    |
| 2011 | Turnverein Augsburg   | Duisburg Ducks         |
| 2012 | Turnverein Augsburg   | HC Köln-West           |
| 2013 | Samurai Iserlohn      | Turnverein Augsburg    |
| 2014 | HC Köln-West          | Turnverein Augsburg    |
| 2015 | SHC Rockets Essen     | HC Köln-West           |
| 2016 | SHC Rockets Essen     | Crash Eagles Kaarst    |
| 2017 | Crash Eagles Kaarst   | Samurai Iserlohn       |
| 2018 | Crash Eagles Kaarst   | HC Köln-West           |
| 2019 | SHC Rockets Essen     | Crash Eagles Kaarst    |
| 2020 | keiner                | keiner                 |
| 2021 | Crefelder SC          | HC Köln-West           |
| 2022 | Crash Eagles Kaarst   | HC Köln-West           |
| 2023 | Crash Eagles Kaarst   | Crefelder SC           |
| 2024 | Crash Eagles Kaarst   | Rhein-Main Patriots    |

## Damen
| Jahr | Deutscher Meister    | Vizemeister          |
| ---- | -------------------- | -------------------- |
| 1988 | Düsseldorf Rams      | Bonner Bullen        |
| 1989 | Düsseldorf Rams      | Crash Eagles Kaarst  |
| 1990 | Düsseldorf Rams      | Crash Eagles Kaarst  |
| 1991 | Düsseldorf Rams      | Crash Eagles Kaarst  |
| 1992 | Bochum Lakers        | Düsseldorf Rams      |
| 1993 | Düsseldorf Rams      | Kölner SC Hawks      |
| 1994 | Bochum Lakers        | Düsseldorf Rams      |
| 1995 | Bochum Lakers        | Düsseldorf Rams      |
| 1996 | Bochum Lakers        | Düsseldorf Rams      |
| 1997 | Bochum Lakers        | Düsseldorf Rams      |
| 1998 | Bochum Lakers        | Düsseldorf Rams      |
| 1999 | Bochum Lakers        | Düsseldorf Rams      |
| 2000 | Bochum Lakers        | Zweibrücken Snipers  |
| 2001 | Zweibrücken Snipers  | Bochum Lakers        |
| 2002 | Zweibrücken Snipers  | Menden Mambas        |
| 2003 | Zweibrücken Snipers  | Bochum Lakers        |
| 2004 | Bochum Lakers        | Menden Mambas        |
| 2005 | Bochum Lakers        | Menden Mambas        |
| 2006 | Bochum Lakers        | Menden Mambas        |
| 2007 | Menden Mambas        | Bochum Lakers        |
| 2008 | Menden Mambas        | Düsseldorf Rams      |
| 2009 | Menden Mambas        | Düsseldorf Rams      |
| 2010 | Menden Mambas        | Duisburg Ducks       |
| 2011 | Duisburg Ducks       | Düsseldorf Rams      |
| 2012 | Düsseldorf Rams      | Duisburg Ducks       |
| 2013 | Düsseldorf Rams      | Duisburg Ducks       |
| 2014 | Düsseldorf Rams      | Menden Mambas        |
| 2015 | Düsseldorf Rams      | Menden Mambas        |
| 2016 | Düsseldorf Rams      | Spreewölfe Berlin    |
| 2017 | SG Langenfeld Devils | Bockumer Bulldogs    |
| 2018 | Duisburg Ducks       | SG Langenfeld Devils |
| 2019 | Menden Mambas        | Duisburg Ducks       |
| 2020 | keiner               | keiner               |
| 2021 | Duisburg Ducks       | Bockumer Bulldogs    |
| 2022 | Bockumer Bulldogs    | Menden Mambas        |
| 2023 | Bockumer Bulldogs    | Menden Mambas        |
| 2024 | Bockumer Bulldogs    | Bissendorfer Panther |

## Junioren (U19)
| Jahr | Deutscher Meister   | Vizemeister          |
| ---- | ------------------- | -------------------- |
| 1987 | HC Köln-West        | KSC Vingst           |
| 1988 | SCC Deutzer Haie    | Crash Eagles Kaarst  |
| 1989 | SCC Deutzer Haie    | Crash Eagles Kaarst  |
| 1990 | Düsseldorf Rams     | Crash Eagles Kaarst  |
| 1991 | Düsseldorf Rams     | Crash Eagles Kaarst  |
| 1992 | HC Köln-West        | Crash Eagles Kaarst  |
| 1993 | Crash Eagles Kaarst | SG Erftkreis/Hürth   |
| 1994 | Düsseldorf Rams     | Crash Eagles Kaarst  |
| 1995 | Düsseldorf Rams     | Crash Eagles Kaarst  |
| 1996 | HC Köln-West        | Düsseldorf Rams      |
| 1997 | HC Köln-West        | Crash Eagles Kaarst  |
| 1998 | Düsseldorf Rams     | Duisburg Ducks       |
| 1999 | Duisburg Ducks      | Düsseldorf Rams      |
| 2000 | Duisburg Ducks      | Düsseldorf Rams      |
| 2001 | Menden Mambas       | Duisburg Ducks       |
| 2002 | Duisburg Ducks      | HC Köln-West         |
| 2003 | Dragons Heilbronn   | Duisburg Ducks       |
| 2004 | HC Köln-West        | Duisburg Ducks       |
| 2005 | HC Köln-West        | TV Augsburg          |
| 2006 | TV Augsburg         | HC Köln-West         |
| 2007 | TV Augsburg         | Crefelder SC         |
| 2008 | Rockets Essen       | Crefelder SC         |
| 2009 | Crefelder SC        | Düsseldorf Rams      |
| 2010 | Crash Eagles Kaarst | Crefelder SC         |
| 2011 | Crash Eagles Kaarst | TV Augsburg          |
| 2012 | TV Augsburg         | Duisburg Ducks       |
| 2013 | Crash Eagles Kaarst | Duisburg Ducks       |
| 2014 | Crash Eagles Kaarst | Crefelder SC         |
| 2015 | Crash Eagles Kaarst | Crefelder SC         |
| 2016 | Crash Eagles Kaarst | Bissendorfer Panther |
| 2017 | Crash Eagles Kaarst | Miners Oberhausen    |
| 2018 | Crash Eagles Kaarst | Bissendorfer Panther |
| 2019 | Crefelder SC        | Red Devils Berlin    |
| 2020 | keiner              | keiner               |
| 2021 | Crash Eagles Kaarst | Bissendorfer Panther |
| 2022 | Crash Eagles Kaarst | Mendener Mambas      |
| 2023 | Crash Eagles Kaarst | IHC Atting           |
| 2024 | Crefelder SC        | Crash Eagles Kaarst  |

## Jugend (U16)
| Jahr | Deutscher Meister    | Vizemeister          |
| ---- | -------------------- | -------------------- |
| 1999 | Crash Eagles Kaarst  | Kosmos Frechen       |
| 2000 | Duisburg Ducks       | Crash Eagles Kaarst  |
| 2001 | Duisburg Ducks       | HC Köln-West         |
| 2002 | Menden Mambas        | Kosmos Frechen       |
| 2003 | HC Köln-West         | TV Augsburg          |
| 2004 | HC Köln-West         | TV Augsburg          |
| 2005 | Moskitos Essen       | Bissendorfer Panther |
| 2006 | Crefelder SC         | Bissendorfer Panther |
| 2007 | Samurai Iserlohn     | Bissendorfer Panther |
| 2008 | Düsseldorf Rams      | Crash Eagles Kaarst  |
| 2009 | Crefelder SC         | Bissendorfer Panther |
| 2010 | Düsseldorf Rams      | Duisburg Ducks       |
| 2011 | HC Köln-West         | Düsseldorf Rams      |
| 2012 | Crefelder SC         | Crash Eagles Kaarst  |
| 2013 | Crash Eagles Kaarst  | Fireballs Sterkrade  |
| 2014 | Düsseldorf Rams      | Crash Eagles Kaarst  |
| 2015 | Crash Eagles Kaarst  | Bissendorfer Panther |
| 2016 | Crash Eagles Kaarst  | Crefelder SC         |
| 2017 | Crefelder SC         | Bissendorfer Panther |
| 2018 | Bissendorfer Panther | Düsseldorf Rams      |
| 2019 | Crash Eagles Kaarst  | Bissendorfer Panther |
| 2020 | keiner               | keiner               |
| 2021 | Crash Eagles Kaarst  | Bissendorfer Panther |
| 2022 | Düsseldorf Rams      | IHC Atting           |
| 2023 | Düsseldorf Rams      | Crefelder SC         |
| 2024 | Duisburg Ducks       | Red Devils Berlin    |

## Schüler (U13)
| Jahr | Deutscher Meister    | Vizemeister           |
| ---- | -------------------- | --------------------- |
| 1991 | Crash Eagles Kaarst  | Düsseldorf Rams       |
| 1992 | Crash Eagles Kaarst  | Düsseldorf Rams       |
| 1993 | Düsseldorf Rams      | HC Köln-West          |
| 1994 | SHC Koblenz          | HC Köln-West          |
| 1995 | Düsseldorf Rams      | HC Köln-West          |
| 1996 | Düsseldorf Rams      | Crash Eagles Kaarst   |
| 1997 | Crash Eagles Kaarst  | HC Köln-West          |
| 1998 | HC Köln-West         | Crash Eagles Kaarst   |
| 1999 | Kosmos Frechen       | HC Köln-West          |
| 2000 | Kosmos Frechen       | Crefelder SC          |
| 2001 | Kosmos Frechen       | Crefelder SC          |
| 2002 | Crefelder SC         | Moskitos Essen        |
| 2003 | Crefelder SC         | Menden Mambas         |
| 2004 | Crefelder SC         | Duisburg Ducks        |
| 2005 | Crefelder SC         | Empelde Maddogs       |
| 2006 | Crefelder SC         | Bad Wörishofen Tigers |
| 2007 | Fireballs Sterkrade  | Bissendorfer Panther  |
| 2008 | Bissendorfer Panther | Crefelder SC          |
| 2009 | Crefelder SC         | Ahauser Maidy Dogs    |
| 2010 | TV Augsburg          | Crash Eagles Kaarst   |
| 2011 | Crash Eagles Kaarst  | Berlin Buffalos       |
| 2012 | Crash Eagles Kaarst  | Fireballs Sterkrade   |
| 2013 | Crash Eagles Kaarst  | Fireballs Sterkrade   |
| 2014 | Crefelder SC         | Crash Eagles Kaarst   |
| 2015 | Düsseldorf Rams      | Crefelder SC          |
| 2016 | Crash Eagles Kaarst  | Crefelder SC          |
| 2017 | Düsseldorf Rams      | Bissendorfer Panther  |
| 2018 | IHC Atting           | Bissendorfer Panther  |
| 2019 | Düsseldorf Rams      | Crash Eagles Kaarst   |
| 2020 | keiner               | keiner                |
| 2021 | Crash Eagles Kaarst  | Duisburg Ducks        |
| 2022 | Duisburg Ducks       | Düsseldorf Rams       |
| 2023 | Rhein-Main Patriots  | Berlin Buffalos       |
| 2024 | TV Augsburg          | Moskitos Essen        |

## Medaillenspiegel

### Herren
| Rang | Mannschaft             | Gold | Silber | Gesamt |
| ---- | ---------------------- | ---- | ------ | ------ |
| 1    | Duisburg Ducks         | 8    | 4      | 12     |
| 1    | Düsseldorf Rams        | 8    | 4      | 12     |
| 3    | Crash Eagles Kaarst    | 7    | 4      | 11     |
| 4    | HC Köln-West           | 5    | 8      | 13     |
| 5    | SHC Rockets Essen      | 3    | 0      | 3      |
| 6    | Bullskater Düsseldorf  | 2    | 6      | 8      |
| 7    | TV Augsburg            | 2    | 3      | 5      |
| 8    | Samurai Iserlohn       | 1    | 2      | 3      |
| 9    | SCC Deutzer Haie       | 1    | 1      | 2      |
| 10   | Crefelder SC           | 1    | 1      | 2      |
| 11   | Menden Mambas          | –    | 2      | 2      |
| 12   | Bissendorfer Panther   | –    | 1      | 1      |
| 12   | Highlander Lüdenscheid | –    | 1      | 1      |
| 12   | Rhein-Main Patriots    | –    | 1      | 1      |

### Damen
| Rang | Mannschaft           | Gold | Silber | Gesamt |
| ---- | -------------------- | ---- | ------ | ------ |
| 1    | Bochum Lakers        | 11   | 3      | 14     |
| 2    | Düsseldorf Rams      | 10   | 10     | 20     |
| 3    | Menden Mambas        | 5    | 8      | 13     |
| 4    | Duisburg Ducks       | 3    | 4      | 7      |
| 5    | Bockumer Bulldogs    | 3    | 2      | 5      |
| 6    | Zweibrücken Snipers  | 3    | 1      | 4      |
| 7    | SG Langenfeld Devils | 1    | 1      | 2      |
| 8    | Crash Eagles Kaarst  | –    | 3      | 3      |
| 9    | Bonner Bullen        | –    | 1      | 1      |
| 9    | Kölner SC Hawks      | –    | 1      | 1      |
| 9    | Spreewölfe Berlin    | –    | 1      | 1      |
| 9    | Bissendorfer Panther | –    | 1      | 1      |

### Junioren (U19)
| Rang | Mannschaft           | Gold | Silber | Gesamt |
| ---- | -------------------- | ---- | ------ | ------ |
| 1    | Crash Eagles Kaarst  | 12   | 9      | 21     |
| 2    | HC Köln-West         | 6    | 2      | 8      |
| 3    | Düsseldorf Rams      | 5    | 4      | 9      |
| 4    | Duisburg Ducks       | 3    | 6      | 9      |
| 5    | Crefelder SC         | 3    | 5      | 8      |
| 6    | TV Augsburg          | 3    | 2      | 5      |
| 7    | SCC Deutzer Haie     | 2    | –      | 2      |
| 8    | Menden Mambas        | 1    | 1      | 2      |
| 9    | Dragons Heilbronn    | 1    | –      | 1      |
| 9    | SHC Rockets Essen    | 1    | –      | 1      |
| 11   | Bissendorfer Panther | –    | 3      | 3      |
| 12   | SG Erftkreis/Hürth   | –    | 1      | 1      |
| 12   | KSC Vingst           | –    | 1      | 1      |
| 12   | Miners Oberhausen    | –    | 1      | 1      |
| 12   | Red Devils Berlin    | –    | 1      | 1      |
| 12   | IHC Atting           | –    | 1      | 1      |

### Jugend (U16)
| Rang | Mannschaft           | Gold | Silber | Gesamt |
| ---- | -------------------- | ---- | ------ | ------ |
| 1    | Crash Eagles Kaarst  | 6    | 4      | 10     |
| 2    | Düsseldorf Rams      | 5    | 2      | 7      |
| 3    | Crefelder SC         | 4    | 2      | 6      |
| 4    | HC Köln-West         | 3    | 1      | 4      |
| 4    | Duisburg Ducks       | 3    | 1      | 4      |
| 6    | Bissendorfer Panther | 1    | 8      | 9      |
| 7    | Menden Mambas        | 1    | –      | 1      |
| 7    | ESC Moskitos Essen   | 1    | –      | 1      |
| 7    | Samurai Iserlohn     | 1    | –      | 1      |
| 10   | Kosmos Frechen       | –    | 2      | 2      |
| 10   | TV Augsburg          | –    | 2      | 2      |
| 12   | Fireballs Sterkrade  | –    | 1      | 1      |
| 12   | IHC Atting           | –    | 1      | 1      |
| 12   | Red Devils Berlin    | –    | 1      | 1      |

### Schüler (U13)
| Rang | Mannschaft            | Gold | Silber | Gesamt |
| ---- | --------------------- | ---- | ------ | ------ |
| 1    | Crash Eagles Kaarst   | 8    | 5      | 13     |
| 2    | Crefelder SC          | 7    | 5      | 12     |
| 3    | Düsseldorf Rams       | 6    | 3      | 9      |
| 4    | Kosmos Frechen        | 3    | –      | 3      |
| 5    | TV Augsburg           | 2    | –      | 1      |
| 6    | HC Köln-West          | 1    | 5      | 6      |
| 7    | Bissendorfer Panther  | 1    | 3      | 4      |
| 8    | Fireballs Sterkrade   | 1    | 2      | 3      |
| 8    | Duisburg Ducks        | 1    | 2      | 3      |
| 10   | SHC Koblenz           | 1    | –      | 1      |
| 10   | IHC Atting            | 1    | –      | 1      |
| 10   | Rhein-Main Patriots   | 1    | –      | 1      |
| 13   | Moskitos Essen        | –    | 2      | 2      |
| 13   | Berlin Buffalos       | –    | 2      | 2      |
| 15   | Ahauser Maidy Dogs    | –    | 1      | 1      |
| 15   | Bad Wörishofen Tigers | –    | 1      | 1      |
| 15   | Empelde Maddogs       | –    | 1      | 1      |
| 15   | Menden Mambas         | –    | 1      | 1      |